# مونکس کرنر (کارولینای جنوبی)
مونکس کرنر (به انگلیسی: Moncks Corner) شهری در ایالت کارولینای جنوبی کشور ایالات متحده آمریکا است که جمعیت آن در سرشماری سال ۲۰۱۰ میلادی، ۷٬۸۸۵ نفر بوده‌است.